# Venezuela en los Juegos Paralímpicos de Tokio 2020
Venezuela está representada en los Juegos Paralímpicos de Tokio 2020 por un total de 27 deportistas, 14 mujeres y 13 hombres.

## Medallistas
El equipo paralímpico venezolano obtuvo las siguientes medallas:
| Nombre                | Deporte                   | Evento              |
| --------------------- | ------------------------- | ------------------- |
| Oro                   |                           |                     |
| Lisbeli Vera          | Atletismo                 | 100 m T47 femenino  |
| Lisbeli Vera          | Atletismo                 | 200 m T47 femenino  |
| Linda Pérez           | Atletismo                 | 100 m T11 femenino  |
| Plata                 |                           |                     |
| Lisbeli Vera          | Atletismo                 | 400 m T47 femenino  |
| Luis Felipe Rodríguez | Atletismo                 | 400 m T20 masculino |
| Bronce                |                           |                     |
| Alejandra Paola Pérez | Atletismo                 | 400 m T12 femenino  |
| Clara Fuentes         | Levantamiento de potencia | –41 kg femenino     |